# Осипенко, Иван Прокофьевич
Осипенко Иван Прокофьевич (16 сентября 1900, Хиславичский район — 9 сентября 1962, Москва) — советский военачальник, главный инженер ВВС Волховского фронта, генерал-майор инженерно-авиационной службы (03.02.1943), кандидат технических наук, начальник кафедры Военной академии им. К. Е. Ворошилова.

## Биография
Иван Прокофьевич Осипенко родился 16 сентября 1900 года в селе Пирены Хиславического района Смоленской области.
В Красной Армии с 1918 года.
Член ВКП(б) с 1918 года.
Участник Гражданской войны с 1919 по 1920 год. Был ранен в левую ногу и контужен в 1920 году.
В мае 1924 года награждён орденом Красного Знамени.
Участник Великой Отечественной войны с 22 июня 1941 года.
В 1942 году в звании бригинженера занимал должность главного инженера ВВС Волховского фронта с момента его организации.
Зарекомендовал себя как подготовленного в теоретическом и практическом отношении авиационного инженера. Проводя повседневную профилактическую работу в частях, обучая и помогая инженерно-техническому составу на местах, И. П. Осипенко обеспечил тот факт, что материальная часть самолётов и моторов работала безотказно.
За всю проведенную работу был награждён орденом Красного Знамени 25 июля 1942 года.
В 1943—1944 году был заместителем командующего 4 Воздушной Армии по инженерно-авиационной службе, обеспечивая работу боевых частей армии при освобождении Кубани и Тамани в 1943 году. К моменту высадки десанта на Керченском полуострове в ноябре 1943 года, благодаря проведенной им работе и подготовке, все неисправные самолёты были введены в строй и общий процент неисправных самолётов не превышал 5 процентов.
3 февраля 1943 года повышен в звании до генерал-майора инженерно-авиационной службы.
За проявленное усердие в выполнении поставленной задачи был награждён указом Президиума ВС СССР орденом Красного Знамени 19 августа 1944 года.
3 ноября 1944 года указом Президиума ВС СССР награждён орденом Красного Знамени за выслугу лет.
1 мая 1944 года награждён медалью «За оборону Кавказа».
С 1 января 1945 года по 30 апреля 1945 года в должности заместителя командующего 4-й Воздушной Армии четко организовывал работу Инженерно-Авиационной службы и обеспечил ею боевые действия соединений 4-й Воздушной Армии.
10 апреля 1945 года награждён орденом Кутузова II степени.
9 июня 1945 года награждён медалью «За взятие Кенигсберга».
21 февраля 1945 года награждён орденом Ленина за выслугу лет.
20 июня 1949 года награждён орденом Красного Знамени.
В отставке с 14 апреля 1948 года.
После войны занимал должность начальника кафедры Военной академии им. К. Е. Ворошилова.
Скончался 9 сентября 1962 года. Похоронен на Новодевичьем кладбище в Москве.

## Награды
- Орден Красного Знамени (__.05.1924)
- Орден Красной Звезды (25.07.1942)
- Медаль «За оборону Ленинграда» (22.12.1942)
- Медаль «За оборону Кавказа» (01.05.1944)
- Орден Красного Знамени (19.08.1944)
- Орден Красного Знамени (03.11.1944)
- Орден Ленина (21.02.1945)
- Орден Кутузова II степени (10.04.1945)
- Медаль «За победу над Германией в Великой Отечественной войне 1941—1945 гг.» (09.05.1945)
- Орден Отечественной войны I степени (31.05.1945)
- Медаль «За взятие Кенигсберга» (09.06.1945)
- Орден Красного Знамени (20.06.1949)